# Minkok (Ngoulemakong)
Pour les articles homonymes, voir Minkok.
 (juillet 2016).
Si vous disposez d'ouvrages ou d'articles de référence ou si vous connaissez des sites web de qualité traitant du thème abordé ici, merci de compléter l'article en donnant les références utiles à sa vérifiabilité et en les liant à la section « Notes et références ».
Minkok est un village situé dans l'arrondissement de Ngoulemakong, département de la Mvila, Région du Sud au Cameroun. 

## Population et développement
Le village s'étend le long de l'axe Ngoulemakong - Ebolowa, à partir de 4 km après l'arrondissement de Ngoulemakong. La population de Minkok était de 344 habitants dont 169 hommes et 175 femmes, lors du recensement de 2005. La principale ethnie qui peuple le village est formée des Fongs, répartis en deux classes, les Mvog Mezang et les Mvog Zomo.